# 京阪1700系電車
京阪1700系電車（けいはん1700けいでんしゃ）は、京阪電気鉄道にかつて在籍した電車である。京阪特急の初代特急専用車として登場し、後に一般車（通勤用）に格下げされた。

## 概要
1950年9月1日より京阪間直通輸送需要の増大に対応して運転開始した「京阪特急」は、当初戦前に製造された1000・1500型を整備の上で充当し、当初は朝夕のみの運転であった。この特急は好評であったことから、輸送力増強と更なる需要喚起を目的に日中にも運転時間を拡大することになり、手応えを感じた京阪首脳陣はその増発、あるいは1000・1500型の代替を目的として、本格的な新造特急車を投入することを決定した。
こうして本系列が、1951年から1953年にかけての3年間に3回に分け、合計18両製造された。
その竣工・就役開始後は後継車である1810系の増備が進むまで特急や急行といった優等列車を中心に運用された。
本系列は戦後の京阪の特急車の基本を作り、京阪の歴史上初めて明確に「系列」という概念を持って製造された車両形式群でもある。

## 車種構成
本系列は以下の2形式で構成される。
- 1700型 三条寄り制御電動車(Mc)
- 1750型 天満橋寄り制御車(Tc)

この2形式各1両をペアとした2両編成9本が、以下の3社が分担する形で製造された。
- 第1次車（1951年3月竣工）
  - 1701 - 1705・1751・1753：川崎車輛（現・川崎重工業）
  - 1752・1754・1755：帝國車輛工業（現・東急車輛製造→総合車両製作所）

- 第2次車（1952年3月竣工）
  - 1706・1707・1756・1757：川崎車輛

- 第3次車（1953年4月竣工）
  - 1708・1758：川崎車輛
  - 1709・1759：ナニワ工機（現・アルナ工機→アルナ車両）

## 車体
側面の窓配置がd1(1)D9D(1)1（d：乗務員扉、D：客用扉（片開）、(1)：戸袋窓）で前面が緩やかな曲面を描く丸妻で720mm幅の貫通路を中央に設けた一般的な3枚窓構成、そして切妻とされた連結面に1,100mm幅の両開扉付広幅貫通路を備える、当時としては一般的な構造の17m級半鋼製車体が採用されている。
本系列は外観上、運転台寄り妻面付近で屋根の雨樋を一段低く下げてあり、デザイン上のアクセントとなっている。これは前面の雨樋取り付け位置が設計当時の一般的な位置であり、側面の高い雨樋位置と浅い屋根という構成は、車両限界の小さな京阪線で側窓を完全2段上昇式として幕板に下段もほぼ全て収納可能とし、かつ側窓高さ950mmという条件との両立を図った結果、自ずと決定されたものである。つまり、この造形は京阪線を取り巻く軌道設備面の制約と、その制約の中で最大限の快適性を得るために技術陣が行った工夫がもたらした、機能的かつ合理的な意匠だったのである。
この意匠はその後、同様の側窓構造を備える特急専用車である1800系や1810系のほか、これらと前後して設計された500型車体更新車にも受け継がれており、1950年代の京阪電車を象徴するデザインの一つとなっている。
また、本系列では車掌台側窓のみ行き先表示板の交換の便を図って開閉可能な2段上昇式とし、車掌台側標識灯を幕板に、運転台側標識灯を腰板に取り付けるという、基本的には左右対称ながら非対称の要素を持つ独特の構成とされ、前照灯は貫通路上部に通常形状の白熱灯具が1灯設置されている。
側窓は前述の通り、高さ950mm、幅800mmの2段上昇窓が並び、ドア間は当時の国鉄客車の特別二等車と同様のえんじ色モケットを採用する転換クロスシート、前後の車端部はクロスシートであると電動車で主電動機点検蓋と干渉することから、同一モケットによるロングシートとなっている。
内装は重厚な仕上がりの木製ニス塗りで天井部のみ照明の反射効率の関係でサーモンピンク色で塗りつぶされていた。室内灯は中央に一列にグローブ形白熱灯具を並べ、これとは別に左右網棚部に読書灯を備える。
通風器は箱形の押し込み式のものが搭載されている。
塗装は上半マンダリンオレンジ・下半カーマインレッドのツートンカラー「京阪特急色」が初採用され、当時流行したアロハシャツにちなんで"アロハ特急"との異名がついたとされる。この塗色は8000系が中之島線開業を機に塗装変更を実施するまで、実に半世紀以上にわたって採用され続けた。

## 主要機器

### 主電動機
主電動機は当時京阪線で最強の東洋電機製造製TDK-554-AMを装備する。駆動装置は純粋な新造車両としては京阪線で最後の吊り掛け駆動が採用され、歯数比は1:2.636と高速性能を重視した設定となっている。

### 制御器・電動発電機・集電装置
主制御器はカム軸箱と接触器箱を別体とした多段電動カム軸式制御器である東洋電機製造ES-554-A、補助電源装置は東洋電機製造TDK-356-A 電動発電機、集電装置は通常の菱枠形パンタグラフである東洋電機製造C4を搭載する。

### 台車
台車は良好とは言い難い線形の京阪線での高速走行に際して乗り心地の改善を図るべく、設計当時のメーカー各社が競うようにして開発していた高速台車が採用され、竣工時には以下の3社の製品を装着した。電動車用台車には大出力電動機を装架するが、いずれも中継弁による台車シリンダー方式のブレーキ装置を備え、軸距は2,150 mmで統一されている。
中日本重工業（現・三菱重工業）
- MD7
1701 - 1703・1751 - 1753に装着。短腕形の軸梁式台車で、前後の腕部の各支点をトーションバーからリンクで吊り下げて横方向にも弾性支持するという極めて特異な構造を備える。

一般に軸梁式台車は枕木方向の剛性が高く直進安定性に優れるが、曲線通過性能に劣る傾向がある。この台車では軸梁の関節部をトーションバーから吊り下げ、軸梁や軸箱ごと車軸の横動を許すことで曲線での追従性改善を狙った。軸受も当初よりコロ軸受である。
ただし、こうした軸ばね部の斬新な設計とは対照的に枕ばね部が旧態依然とした重ね板ばね式で、しかもボルスタアンカーも非設置であったためか、この台車は乗り心地が今ひとつと評価された。
汽車製造大阪製作所（現・川崎重工業車両カンパニー）
- KS-3A・B
第1次車4両（1704・1705・1754・1755）に装着。KS-3Aは電動車用、KS-3Bは制御車用。荷重を負担する複列式のコイルばねと、振動減衰用としての重ね板ばねを併用する枕ばね部と、ヤジロベエ式に軸箱上部に支点を設けるウィングばね式の軸ばね部を持ち、揺れ枕には日本で設計された台車としては京阪神急行電鉄京都線200形に採用されたKS-1と共に最初期の採用例となるボルスタアンカーを装着する。側枠は一体鋳鋼製である。

当初は平軸受であったが後にコロ軸受へ改造された。
改良型のKS-5A・Bと共に本系列の全廃まで全数が電動車用として重用された。
- KS-5A・B
第3次車4両（1708・1709・1758・1759）に装着。サフィックスの区分はKS-3と同様。KS-3の改良型で、外観はほぼ同一である。後に上記のKS-3B及びKS-5Bを電動車用に転用するため改造する、その際の予備としてKS-5Aが1両分追加購入された。

新扶桑金属工業
- FS6
第2次車4両（1706・1707・1756・1757）に装着。前年の阪急710系向けFS5の軸距を短縮し、ボルスタアンカーを付与したような構造のウィングばね式台車で、側枠は一体鋳鋼製、枕ばねは重ね板ばねである。当初はウィング部と軸箱が一体であったが、後に保守上の問題からKS-3・5と同様のヤジロベエ式に改造された。

また、本系列では1956年（昭和31年）6月から高速電車用としては日本で最初の空気ばね台車の試験を行った。
汽車製造
- KS-50
1750型1759に装着。設計当時、汽車製造が1810系用として製造していたKS-15シンドラー式円筒案内台車を基本として、その軸ばねをコイルばねから小型の空気ばね8個[注 11]に置き換えたものである。

この試験の結果、乗り心地に大きな改善が見られたことから1810系以降空気ばねの採用が本格化され、1759に装着されたKS-50は1810系の1880型1885に振り替えられて1973年（昭和48年）まで営業運転で使用された。これ以外にも本系列では試験をかねた台車の履き替えが高頻度で実施され、「台車の京阪」と呼ばれるきっかけを作っている。
なお、これらの台車は平軸受のものについては後年になって全てころ軸受化されている。もっとも、MD7は一旦全て制御車および付随車用となったものの、軸箱周りの特殊構造故に保守上の問題があった。そのため1977年（昭和52年） - 1978年（昭和53年）に600系(2代)の付随車650型651 - 655から同系列の700系(2代)の1000系(3代)へ改造を実施した際に玉突きで捻出された汽車製造KS-15台車5両分、及び後述のKS-3・5台車に電動台車の役目を譲り全数4両分が制御車および付随車に転用されたFS6台車の一部で置き換えられて全数6両分淘汰された。また、KS-3・5台車は枕ばねに用いていた重ね板ばねを撤去して高速域での横揺れ(ローリング)防止のオイルダンパを追加した上で、全数9両分が制御電動車および電動車に装着され、制御電動車および電動車はほぼ同型の台車に統一された。

### ブレーキ・空気圧縮機
空気制動は日本エヤーブレーキ（現・ナブテスコ）製A動作弁に中継弁を付加したAR自動空気ブレーキ、空気圧縮機は日本エヤーブレーキ製D-3-FRである。

### 連結器
第1・2次車は運転台側に従来通りの柴田式自動連結器を、連結面側には密着連結器を、それぞれ装着した。これに対して第3次車では遊間の削減による加減速時の衝動の抑制と、連結器の小型化による軽量化をねらって、新開発の日本製鋼所製NBC-II密着自動連結器を運転台側・連結面側の双方に装着して竣工し、既存の第1・2次車についても運転台側については順次交換を実施し、不要となった柴田式自動連結器は同時期新造の1650型1651 - 1657へ転用された。

## 運用

### 特急時代
本系列の第1陣は1951年4月2日より営業運転を開始し、以後順次増備が実施されて従来の1000系を置き換えていった。
登場当時のヘッドマークは丸型であったが、1952年7月17日より鳩マークに変更。このマークは京阪線沿線に所在する石清水八幡宮で神勅の使いとされる鳩にちなむといわれている。ヘッドマークは懸賞で公募され、応募作からの選考によりこのデザインが決定された。
なお、第3次車4両については出場時に一時的に車体の形式表示を簡略化した特殊な表記を採用した。たとえば、1709号車だと「7-9」といった具合である。この試みは長続きせず、約1年後に通常の表記に戻されている。1953年8月には1800系が登場し、この時より同系と、また、のちには1810系とも混成されるようになり、左右非対称であった標識灯が左右とも腰板部に設置するように改められている。

### 一般車への用途変更
1956年に車体を18m級に延伸した1810系が登場し、本系列は1800系やこれと混用の形で引き続き特急運用に充当された。もっとも、1810系の増備で特急車両の運用に余裕ができたため、接客設備面と走行性能、それに乗り心地で見劣りする本系列は順次一般車に用途変更されることが決定された。
まず、1957年秋に1707-1757・1708-1758・1709-1759の3編成6両が2扉のまま、ロングシート・一般色化された。つづいて、1706-1756が特急色のままロングシート化されたが、のちに一般色に変更された。さらに、1703-1753・1704-1754・1705-1755の3編成がロングシート化されたが、これらは多客時の特急運用への充当を考慮して、そのまま特急色が維持された。
1701-1751・1702-1752の2編成はその後もクロスシート装備のまま定期特急運用に充当されていたが、1963年の1900系就役開始とともにロングシート化された。ただし、塗装は1701-1751は特急色、1702-1752は一般色とされた。この頃には窓がアルミサッシ化され、地下線で建設された天満橋・淀屋橋間（1963年開通）を走行する際の車両限界の制約から安全対策として、側窓下部に保護棒が各2本ずつ設置されている。また、1963年には同じく淀屋橋への延長に備え、長大編成化対応としてブレーキ弁に電磁吸排弁を付加してARE中継弁付電磁自動ブレーキ化、ブレーキ応答性能を改善する工事が実施されている。なお、一般車格下げ後は宇治線・交野線でも定期運用されるようになった。
淀屋橋開業後、臨時特急の増発が実施されたことから、これに対応すべく、これまでに一般色となっていた1701-1751以外の8編成も再び特急色になった。
なお、定期特急運用から離脱後の本系列には1968年12月20日の廃止まで奈良電気鉄道→近鉄京都線への乗り入れ実績も存在しており、この際には2両編成で丹波橋から京都まで走行している。
1965年からラッシュ時の混雑対策として特急色の1705・1755を皮切りに3扉化改造工事が開始され、これは1967年までに完了した。この改造工事では、側面窓の割付の関係から増設された中央扉は両開き扉とされている。
塗装は、3扉化工事開始当初は特急色のままであった。しかし、この3扉化開始の時点で既に長大編成対応でしかも収容力の大きな急行・準急向け通勤車である2200系の投入が始まっており、1700系の臨時を含む特急運用への充当の可能性がほぼ無くなる見通しであった。このため、1966年12月に改造工事が竣工した車両から一般色への再変更が開始され、特急色のまま3扉化された車両の再塗装を含め、全車一般色に統一された。
上記の3扉化に続いて1967年には、1700型1707 - 1709・1750型1751 - 1753と2形式で各3両ずつ運転台と客室仕切の撤去を実施し、Mc-Tcの2両編成6本をMc-T-M-Tcの4両編成3本へ組み替えて同年末からの京阪線普通列車の最大7両編成化に備えている。なお、1700形の運転台撤去車は1780型1787 - 1789に改番されたが、1750型は1800系などの例にならってか、形式はそのままとされた。
3扉化後は主に普通で使用されていたが、時に急行に充当されることもあった。また吊り掛け駆動の他系列車両を連結したこともあったが、1970年代には1700系4両と1800系3両を連結した運用が固定化した。
1700系と1800系が混結運用されていた1980年5月の時点での編成は下記の通り。
- 4両編成：
  - 1809-1881-1787=1757
- 5両編成：
  - 1803=1851-1804-1705=1755
  - 1807=1853-1808-1706=1756
- 7両編成：
  - 1801-1802-1882-1701=1751-1704=1754
  - 1805=1852-1806-1703=1753-1789=1759

　※：-は狭幅貫通路、=は広幅貫通路を示す。なお、1700系の連結面間は棒連結器化されていた。
もっともその後1800系が昇圧準備工事の一環として、1981年3月と1982年3月の2回に分けて2代目1800系電車へ主要機器を供出すべく廃車されたため、以後は再び本系列単独で運用されるようになった。
この時期には、17m級で収容力の小さな本系列と1300系は、共に宇治・交野線を中心に4両編成で運用された。初代1800系の残存車が運用から外れた1982年2月以降、本系列は収容力の大きな600系680型を挿入した1700系4両+680型+1700系2両の7両編成3本を組成し、大阪方の区間運用、原則朝夕ラッシュ時限定で普通や萱島折り返しの区間急行などへの運用となった。
昇圧対応車として1983年3月に竣工した6000系第1陣20両と置き換えられる形で1701・1703・1751・1753が1300系16両と共に廃車され、残る14両も1704・1706・1787・1754・1756・1757の6両が検査期限切れで昇圧工事実施直前の同年12月1日に運用を終了、それ以外は昇圧前日の12月3日をもって全車が営業運転を終了、翌日付で14両全車が廃車となり、その後解体された。なお、本系列と同時に1300系や600系（2代）も淘汰されている。